# Le Maître (opéra)
Pour les articles homonymes, voir Le Maître.
Le Maître est un opéra de chambre composé par Germaine Tailleferre en 1959 sur un texte d'Eugène Ionesco.

## Histoire
Germaine Tailleferre compose cet opéra en 1959, deux après La Petite Sirène, et le dédie à Roger Nimier.
L'opéra est créé le 12 juillet 1960 à l'ORTF (Radio France) sous la direction d'André Girard.
L'œuvre concourt pour le prix Italia et obtient un certain succès dans sa traduction en anglais, The Great Man.

## Personnages
- L’annonciateur - baryton Martin
- L’admiratrice - soprano
- L’admirateur - ténor
- L’amante - soprano
- L’amant - baryton Martin

## Instruments
Percussions, harpe, clavecin, piano, cordes.